# Ripper (jeu vidéo)
Pour les articles homonymes, voir Ripper.
Ripper est un jeu vidéo de type point and click de genre aventure sorti en 1996 et développé par Take-Two Interactive. Le casting comprend des stars du cinéma comme Christopher Walken, Paul Giamatti, Karen Allen, Burgess Meredith et John Rhys-Davies. La chanson (Don't Fear) The Reaper du groupe Blue Öyster Cult est également dans le jeu.
La particularité de ce jeu étant que le tueur ne peut jamais être connu avant de terminer l'aventure étant donné qu'il est choisi de manière aléatoire en début d'aventure. Cela permet logiquement une rejouabilité importante, en réalité inexistante .

## Accueil
Le jeu obtient une moyenne de 71,50 % sur l'agrégateur de critiques GameRankings. Le jeu est largement connu pour ses acteurs peu inspirés qui étaient pourtant des stars du cinéma à l'époque,.
- Adventure Gamers : 4/5[4]